# 守屋荒美雄
守屋 荒美雄（もりや すさびお、1872年6月20日（明治5年5月15日） - 1938年（昭和13年）2月8日）は、日本の教育者であり実業家。地理教育に関する書籍、特に地理教科書や学校用地図帳を多数出版。帝国書院、関東第一高等学校、吉祥女子中学校・高等学校の創立者。
幼名は荒三（あらぞう）で、のちにキリスト教（カトリック）の洗礼を受け、「最高の賢者」を意味する「すさびお」に改名した（「人物」参照）。

## 経歴
1872年5月15日、岡山県浅口郡西原村（のちに西阿知町大字西原、現在の倉敷市西阿知）に生まれる。生家のあった土地は河川改修で高梁川に消えた。1890年に岡山県師範学校の小学校簡易科教員学力検定試験に合格して教員になる。1892年には岡山県尋常小学校教員学力検定試験に合格、1893年には岡山県高等小学校教員学力検定試験に合格した。
1896年に東京に転居。文部省教員検定試験に合格し、文部省地理地誌科中等教員免許状を取得。1897年には獨逸学協会学校中学（現在の獨協中学校・高等学校）の教員となる。1898年には、文部省の地理地文科・歴史科・教育科の中等教員検定試験に合格。また、荒三から荒美雄に改名。1901年に和仏法律学校（法政大学）を卒業する。
1905年より、六盟館から自身の執筆による多数の中学校用・女学校用・師範学校用の地図・地理教科書を出版。1910年には教員の職を辞し、教科書執筆に専念。1914年に発刊した『動的世界大地理』は、文部省教員検定試験の地理科受験者の必読書とされた。
1917年に、地理の教科書や学校用地図帳を自ら著述・制作・販売するべく帝国書院を創立。1920年に刊行した同社初の地図帳『帝国地図』は、欧米では分厚く教室などに置かれることが多い地図帳を持ち運びできるサイズにした画期的な書籍だった。
1925年には村上周三郎と共に関東商業高等学校（現在の関東第一高等学校）を創立。1938年には帝国第一高等女学校（現在の吉祥女子中学校・高等学校）を創立。
1938年2月8日に逝去（享年67歳）。郷里には墓所のほか、西阿知小学校に胸像が建てられている。

## 人物
- 数学者の守屋美賀雄は次男[3]。
- 荒美雄（すさびお）という名について、七男である守屋美雄はラテン語の「ス（最高の）」「サビオ（知恵者・賢人）」に由来するとしている[7]。

## 主な著書
- 『動的世界大地理』